# Psylloglyphus parapsyllus
Psylloglyphus parapsyllus är en spindeldjursart som beskrevs av Alex Fain och Galloway 1993. Psylloglyphus parapsyllus ingår i släktet Psylloglyphus och familjen Winterschmidtiidae. Inga underarter finns listade i Catalogue of Life.